# Hondarribia
Hondarribia (spanyolul: Fuenterrabía) település Spanyolországban, Gipuzkoa tartományban. Hondarribia Pasaia, Lezo, Spain, Irun és Hendaye községekkel határos. Lakosainak száma 16 929 fő (2024).

## Népesség
A település népessége az utóbbi években az alábbiak szerint változott:
| Lakosok száma | 15 050 | 15 727 | 16 073 | 16 458 | 16 499 | 16 894 | 16 950 | 16 828 | 16 852 | 16 929 |
|               | 2001   | 2004   | 2006   | 2009   | 2011   | 2014   | 2016   | 2019   | 2021   | 2024   |